# جاي هنتر جونسون
جاي هنتر جونسون (بالإنجليزية: J. Hunter Johnson)‏ هو كاتب أمريكي، ولد في 8 يناير 1969.